# Letonia en los Juegos Paralímpicos de Atlanta 1996
Letonia estuvo representada en los Juegos Paralímpicos de Atlanta 1996 por cinco deportistas, cuatro hombres y una mujer. El equipo paralímpico letón no obtuvo ninguna medalla en estos Juegos.